# Brian Mwila
Brian Mwila (* 16. Juni 1994 in Ndola) ist ein sambischer Fußballspieler.

## Karriere

### Verein
Mwila begann seine Karriere bei den Lime Hotspurs. Zur Saison 2014 wechselte er zu den Kabwe Warriors. 2015 wechselte er zu den Green Buffaloes und gewann dort in seiner ersten Saison den Barclays Cup. Im August 2017 wechselte er nach Südafrika zu den Platinum Stars. Sein Debüt in der Premier Soccer League gab er im Oktober 2017, als er am achten Spieltag der Saison 2017/18 gegen die Orlando Pirates in der 80. Minute für Robert Ng’ambi eingewechselt wurde.
Nach vier Spielen in der höchsten südafrikanischen Spielklasse kehrte er im Januar 2018 nach Sambia zurück und wechselte zum Buildcon FC. Im Juli 2018 verließ er den Verein wieder.
Im August 2018 wechselte Mwila zum österreichischen Bundesligisten SCR Altach, bei dem er einen bis Juni 2021 laufenden Vertrag erhielt. In der Saison 2018/19 kam er zu sieben Einsätzen in der Bundesliga, in denen er zwei Tore erzielte. In der Saison 2019/20 spielte er jedoch gar keine Rolle mehr bei den Altachern und stand nicht ein einziges Mal im Spieltagskader. Daraufhin hätte er im Januar 2020 nach Algerien zur ES Sétif wechseln sollen, der Transfer scheiterte jedoch. Kurz darauf wurde sein Vertrag in Altach aufgelöst. Daraufhin wechselte er im Februar 2020 nach Luxemburg zu F91 Düdelingen. Dort bestritt er wegen des Saisonabbruchs der BGL Ligue allerdings kein Spiel und der Vertrag wurde wieder aufgelöst. Am 17. Dezember 2020 ging er dann erneut in seine Heimat zum Buildcon FC.
Im Januar 2022 schloss er sich den Power Dynamos an.

### Nationalmannschaft
Mwila debütierte im Juni 2017 für die sambische Nationalmannschaft, als er in einem Testspiel gegen Gabun in der Startelf stand und in der 73. Minute durch Ignatius Lwipa ersetzt wurde. Sein erstes Tor für Sambia erzielte er im selben Monat bei einem 2:1-Sieg in einem Testspiel gegen Südafrika.

## Erfolge
- Barclays Cup: 2015